# Djebel Zemertène
Djebel Zemertène (arabisch جبل زمرتن) ist der höchste Berg im Gebirgszug Djebel Dahar.
Djebel Zemertène liegt 2 km westlich von Zmertène, 30 km westlich von Medenine und 55 km südwestlich von Gabès.